# Nostalgia +
Albums de Green Montana
Alaska
(2020) Saudade
(2024)
Singles
1. Waldorf Astoria
Sortie : 20 janvier 2022
2. Parfum[1]
Sortie : 17 mars 2022
3. Neymar Jr. (feat. SDM)[2]
Sortie : 14 avril 2022

Nostalgia + est le deuxième album du rappeur et chanteur belge Green Montana sorti le 15 avril 2022.

## Liste des pistes
| No  | Titre                     | Auteur                    | Compositeur(s)             | Durée |
| --- | ------------------------- | ------------------------- | -------------------------- | ----- |
| 1.  | Papiers                   | Green Montana             | Sof                        | 2:43  |
| 2.  | Waldorf Astoria           | Green Montana             | Traplysse, Shayaa, Dibi    | 2:27  |
| 3.  | Bezos-Pinault-Bolloré     | Green Montana             | BBP, Ikaz Boi, Binks Beatz | 2:18  |
| 4.  | Diamant                   | Green Montana             | Exnine                     | 2:04  |
| 5.  | Neymar Jr. (feat. SDM)    | Green Montana, SDM        | Wassil                     | 2:45  |
| 6.  | Chaque jour de la semaine | Green Montana             | SPN Beats                  | 1:48  |
| 7.  | Parfum                    | Green Montana             | Flem, Late                 | 1:40  |
| 8.  | Mpiaka (feat. Guy2Bezbar) | Green Montana, Guy2Bezbar | Denis Seven, demna         | 2:33  |
| 9.  | Là où le vent nous mène   | Green Montana             | Freaky Joe, Boreyx         | 1:52  |
| 10. | Super-héros               | Green Montana             | Aphorism                   | 1:46  |
| 11. | Bugatti Boys              | Green Montana             | Petit Bison, Glodi West    | 2:05  |
| 12. | Caméra                    | Green Montana             | Horaze, IMNH               | 2:46  |
| 13. | Comme Time Bomb           | Green Montana             | Rodlofl                    | 2:07  |
| 14. | Cocaïne Cowboy            | Green Montana             | MCP                        | 2:11  |
| 15. | ADN                       | Green Montana             | Wunda, demna               | 1:39  |
| 16. | Ultramax 400              | Green Montana             | Spicy Papi                 | 2:11  |
| 17. | Véhicule allemand         | Green Montana             | Epon                       | 2:06  |
| 18. | Le zen et les seins       | Green Montana             | Evi Beats                  | 2:10  |

## Clips vidéos
- Waldorf Astoria : 20 janvier 2022
- Parfum : 17 mars 2022
- Neymar Jr. (feat. SDM) : 14 avril 2022
- Chaque jour de la semaine : 1er août 2022

## Accueil commercial
L'album s'écoule à 7 973 exemplaires une semaine après sa sortie.

## Classements et certifications

### Classements hebdomadaires
| Classement (2022)            | Meilleure position |
| ---------------------------- | ------------------ |
| Belgique (Wallonie Ultratop) | 2                  |
| France (SNEP)                | 1                  |
| Suisse (Schweizer Hitparade) | 7                  |

### Certifications et ventes
| Région        | Certification | Ventes/Streams |
| ------------- | ------------- | -------------- |
| France (SNEP) | Platine       | 100 000        |